# Военный университет Министерства обороны Российской Федерации
Вое́нный университе́т имени князя Александра Невского — высшее военное учебное заведение Министерства обороны Российской Федерации, ведущий учебно-методический и научный центр Вооружённых сил Российской Федерации по военной проблематике гуманитарного, социального, юридического, филологического, финансового, экономического и дирижёрского направлений подготовки офицерских кадров.
Создан 20 июля 1994 года на базе Гуманитарной академии Вооружённых сил Российской Федерации (бывшая Военно-политическая академия имени В. И. Ленина) и Военной академии экономики, финансов и права Вооружённых сил Российской Федерации (создана в ноябре 1992 года на базе бывшего Военного института Вооружённых сил СССР). Впервые в одном учебном заведении соединились экономическое, гуманитарное, юридическое и филологическое направления подготовки офицерских кадров.
Лицензия на право ведения образовательной деятельности (бессрочно): Регистрационный № 1081 от 11 апреля 2011 года. Свидетельство о государственной аккредитации: Регистрационный № 0574 от 18 июня 2011 года.

## История и современное состояние

### 1919—1974
Днём образования Военного университета считается 5 ноября — день формирования в 1919 году Учительского Института Красной Армии (впоследствии Военно-политическая академия имени В. И. Ленина), первым начальником которого был Михаил Яковлевич Аплетин.
В 1940 году Совет народных комиссаров СССР принял постановление об организации при 2-м Московском государственном педагогическом институте иностранных языков (2-й МГПИИЯ) Военного факультета со статусом высшего военно-учебного заведения. На него возлагалась задача подготовки военных преподавателей английского, немецкого и французского языков для училищ и академий Красной Армии. В начале 1941 года факультет получил новое официальное название: Военный факультет западных языков при 1-м и 2-м МГПИИЯ. 12 апреля 1942 года приказом Народного комиссара обороны СССР Военный факультет западных языков при 2-м МГПИИЯ был преобразован в Военный институт иностранных языков Красной Армии (ВИИЯКА). Согласно тому же приказу в состав института вошли Военный факультет восточных языков при Московском институте востоковедения и военные курсы иностранных языков из города Орска. Первым начальником Военного института иностранных языков Красной Армии был генерал-майор Н. Н. Биязи, а его заместителем по политической части — полковой комиссар Петр Николаевич Бабкин.

### 1974—1994
1 августа 1974 года на базе Военного института иностранных языков был образован Военный институт Министерства обороны СССР, 12 августа этого же года в состав Военного института из Военно-политической академии им. В. И. Ленина был переведен военно-юридический факультет.

### С 1994
С 2009 г. полное название — Федеральное государственное военное образовательное учреждение высшего профессионального образования «Военный университет».
В состав Военного университета в 2010 году был включен Ярославский военный финансово-экономический институт имени генерала армии А. В. Хрулёва со всеми курсантами, частью офицеров и преподавателей; с сентября 2011 на обучение в университет прибыли курсанты гуманитарных специальностей из Военной академии тыла и транспорта (филиал г. Ульяновск); Военной академии связи (филиал г. Новочеркасск); Военной академии ракетных войск стратегического назначения им. Петра Великого (филиал г. Ростов-на-Дону); Санкт-Петербургского высшего военного училища радиоэлектроники (военного института).
С 15 декабря 2011 г. полное название — федеральное государственное бюджетное военное образовательное учреждение высшего профессионального образования «Военный университет» Министерства обороны Российской Федерации. С 1 июня 2012 года — федеральное государственное казённое военное образовательное учреждение высшего образования «Военный университет» Министерства обороны Российской Федерации. С 24 сентября 2021 года — федеральное государственное казённое военное образовательное учреждение высшего образования «Военный университет имени князя Александра Невского» Министерства обороны Российской Федерации.
В 2003 году впервые в истории военных вузов в университете был образован внебюджетный факультет, где на платной основе могут обучаться и гражданские лица. С каждым годом он пользуется всё большей популярностью у гражданской молодёжи. На 2008 г. численность факультета составляет 1035 человек.
С 2011 года Военный университет перешёл на подготовку военных специалистов и гражданской молодежи по федеральным государственным стандартам высшего профессионального образования 3-го поколения. Открыты для приёма обучающихся бакалавриат и магистратура.
С 1 сентября 2017 года вводится обучение по новой специальности «Информационное и медиакоммуникационное обеспечение военной деятельности».
После создания Главного военно-политического управления в 2018 году, принято решение о том, что с 2019 года университет станет основным вузом для подготовки специалистов по военно-политической работе.
5 ноября 2019 года Министр обороны России генерал армии Сергей Шойгу вручил Военному университету Минобороны РФ орден Жукова.
Распоряжением Правительства Российской Федерации № 2666-р от 24 сентября 2021 г. присвоено почетное наименование «имени князя Александра Невского».

## Описание
В университете действует 12 диссертационных советов, в которых ведется защита диссертаций по 22 научным специальностям. Открыта аспирантура.
Подготовка кадров ведётся по 20 специальностям и пяти специализациям.
Важная сфера функционирования вуза — подготовка специалистов для вооружённых сил иностранных государств: Республики Абхазия, Республики Армения, Республики Казахстан, Кыргызской Республики, Республики Таджикистан, Китайской Народной Республики, Туркменистана, Республики Азербайджан, Лаоса, Мозамбика, Монголии, Эфиопии, Сирии, Алжира, Йемена.
Выпускники университета проходят службу и работают во всех видах Вооружённых cил, в системе Главной военной прокуратуры, военных следственных органах СК России, ФСБ России, СВР России, ФСО России, в Государственной Думе и Совете Федерации, в МИДе России и других органах государственной власти России. Среди выпускников и работников Военного университета и вузов — предшественников 278 Героев Советского Союза, четыре Героя Социалистического Труда и 11 Героев Российской Федерации. Многие курсанты и слушатели принимали участие в различных войнах, вооружённых конфликтах и военных противостояниях. Военный университет является единственным вузом в мире, чьи воспитанники принимают участие в боевых действиях ещё в процессе учёбы.
Главная задача Военного университета — качественное выполнение кадрового заказа на подготовку (переподготовку) офицеров с высшим военно-профессиональным образованием, с уровнем обученности, соответствующим государственным образовательным стандартам, квалификационным требованиям к выпускникам и современным требованиям войск; обеспечение необходимых условий организации образовательного процесса с учётом перспективы образования профессиональной армии.
Подготовка офицеров с высшим военно-специальным образованием из числа гражданской молодёжи осуществляется в Военном институте (военных дирижёров) и на факультетах: военно-гуманитарном, финансово-экономическом, военно-юридическом, прокурорско-следственном, иностранных языков и зарубежной военной информации.
Подготовка офицеров с высшим военным образованием осуществляется на факультете внутренних войск.
В настоящее время Военный университет является многопрофильным учебным заведением, ведущим учебно-методическим и научным центром ВС РФ, осуществляющим подготовку офицеров по 13 направлениям подготовки гуманитарного, командного, филологического, финансово-экономического, юридического и военно-дирижерского профилей, а также по программам послевузовского и дополнительного профессионального образования.
Учебный процесс в Военном университете ведется более чем по 2000 учебным дисциплинам 54 кафедрами.
Научную и педагогическую деятельность ведут более 700 ученых, из которых 136 докторов и более 600 кандидатов наук, более 150 человек имеют ученое звание профессора и более 300 доцента, почетных званий удостоены более 100 человек. На трех обучающихся приходится один научный работник. В университете шесть диссертационных советов. В каждом защищаются две-три диссертации ежемесячно. Активно работает Военно-научное общество слушателей и курсантов.

## Люди, связанные с университетом
В разные годы в университете работали такие светила мировой и отечественной науки, как академик В. В. Виноградов, профессор Р. К. Миньяр-Белоручев, профессор В. Д. Королев, профессор В. М. Борисов, профессор А. А. Ковалёв, Л. А. Мерварт, профессор В. В. Сикорский, А. В. Котов и другие.
Среди выпускников Военного университета и его предшественников немало видных учёных, в том числе: академики Л. Л. Нелюбин, Е. П. Челышев, С. Л. Кандыбович, профессора Н. В. Иванов, И. Д. Кленин, В. А. Ковалев, Н. Г. Комлев, В. А. Курдюмов, А. Н. Савенков, М. Ф. Слинкин, А. Л. Спиркин, В. Н. Шевчук, Е. Г. Князева, а также людей, известных в иных областях: В. А. Бут, В. Овчинников, А. Н. Стругацкий, С. Соколов, А. С. Ильянен, В. А. Этуш

## Отличившиеся выпускники
Гольдин, Никита Максимович, лейтенант.

## Структура Военного университета
Отделы и службы
- Учёный совет
- Учебно-методический отдел
- Отдел организации научной работы и подготовки научно-педагогических кадров
- Отдел кадров
- Строевой отдел
- Финансово-экономическая служба
- Мобилизационный отдел
- Служба защиты государственной тайны
- Поликлиника (филиал поликлиники ГВКГ им. Бурденко)
- Библиотеки
- База обеспечения учебного процесса
- Оркестр

Институты и факультеты
- Военный институт (военных дирижёров)
- Факультет военно-политической работы
- Факультет военно-политической работы и журналистики
- Факультет войск национальной гвардии России
- Финансово-экономический факультет
- Военно-юридический факультет
- Прокурорско-следственный факультет
- Факультет иностранных языков
- Факультет переподготовки и повышения квалификации
- Специальный факультет
- Внебюджетный факультет

Кафедры
- Кафедра оперативно-тактической подготовки (Сухопутных войск)
- Кафедра оперативно-тактической подготовки (видов Вооруженных Сил и родов войск)
- Кафедра тактики
- Кафедра тактики (оперативного использования войск национальной гвардии)
- Кафедра истории войн и военного искусства
- Кафедра физической подготовки
- Кафедра автомобильной подготовки
- Кафедра языкознания и литературы
- Кафедра иностранных языков
- Кафедра русского языка
- Кафедра истории
- Кафедра педагогики
- Кафедра политологии
- Кафедра философии и религиоведения
- Кафедра экономических теорий и военной экономики
- Кафедра управления экономикой производства и ремонта вооружения и техники
- Кафедра психологии
- Кафедра военного права
- Кафедра информатики и управления
- Кафедра социологии
- Кафедра морально-психологического обеспечения
- Кафедра военной администрации, административного и финансового права
- Кафедра гражданского права
- Кафедра конституционного (государственного) и международного права
- Кафедра трудового права, гражданского и арбитражного процесса
- Кафедра криминалистики
- Кафедра теории и истории государства и права
- Кафедра уголовного права
- Кафедра уголовного процесса
- Кафедра социально-культурной деятельности
- Кафедра информационного обеспечения
- Кафедра дальневосточных языков
- Кафедра средневосточных языков
- Кафедра ближневосточных языков
- Кафедра английского языка (основного)
- Кафедра английского языка (второго)
- Кафедра германских языков
- Кафедра романских языков
- Кафедра французского языка
- Кафедра фортепиано
- Кафедра инструментов военных оркестров
- Военно-дирижёрская кафедра
- Кафедра военно-оркестровой службы
- Кафедра инструментовки и чтения партитур
- Кафедра теории и истории музыки
- Кафедра финансово-экономического обеспечения Вооружённых сил
- Кафедра финансов и управления банковской деятельностью в Вооружённых силах
- Кафедра управления повседневной деятельностью войск
- Кафедра языков и культуры стран СНГ и России

## Начальники

### Начальники Военного института
- 1963—1973 — генерал-полковник Андрей Матвеевич Андреев, Герой Советского Союза
- 1973—1978 — генерал-полковник Иван Сергеевич Катышкин
- 1978—1988 — генерал-полковник Магомед Танкаевич Танкаев

### Начальники Военного университета
- 1994—1999 — генерал-полковник Николай Иванович Звинчуков
- 1999—2001 — генерал-полковник Иван Иванович Ефремов
- 2001—2017— доктор педагогических наук, профессор, генерал-полковник (запаса — с 2009 года) Валерий Иванович Марченков
- 2017 — н. в. — кандидат юридических наук, генерал-лейтенант Игорь Викторович Мишуткин.

## Военно-учебные заведения — предшественники Военного университета
- Военно-юридическая академия РККА
- Военно-политическая академия имени В. И. Ленина
- Военный институт иностранных языков (ВИИЯ)
- Военный институт Министерства обороны СССР
- Львовское высшее военно-политическое училище
- Военная академия экономики, финансов и права Вооружённых сил Российской Федерации
- Гуманитарная академия Вооружённых сил Российской Федерации
- Ярославский военный финансово-экономический институт имени генерала армии А. В. Хрулёва
- Московская военная консерватория